# Lubimbi (rivière, affluent de la Lwembe)
Pour les articles homonymes, voir Lubimbi.
La Lubimbi est une rivière du Lomami en république démocratique du Congo, et un affluent de la rivière Lwembe.